# Raps
Raps (Brassica napus) er en 100-140 cm høj plante med karakteristiske gule blomster. Den er almindeligt dyrket, men findes desuden forvildet på affaldspladser og langs vejkanter. Planten dyrkes på grund af de olieholdige frø, der bruges til fremstilling af rapsolie.
Raps tilhører korsblomstfamilien og er nært beslægtet med planter som kålroe, rybs og de forskellige kålsorter. Det formodes, at arten i virkeligheden er et krydsningsprodukt, hvor den mødrene side må være nært beslægtet med henholdsvis Brassica oleracea og Brassice rapa.

## Beskrivelse
Raps er en enårig (eller toårig), urteagtig plante med en forgrenet, opret vækst. Planten danner først en grundstillet roset af blade, hvorfra den blomsterbærende stængel senere rejser sig. Bladene sidder spredt, og de er æg-lancetformede med fjerlappet rand. Begge bladsider er grågrønne, undersiden dog lidt lysere.
Blomstringen foregår i april-maj, hvor man finder blomsterne samlet i endestillede, løse toppe. De enkelte blomster er 4-tallige og regelmæsigge med gule kronblade. Frugterne er lange, smalle skulper med 12-20 sorte frø.
Rodsystemet består af en tyk pælerod og mange, tynde siderødder. Raps bestøves af bier. Rapsens nektar har et højt indhold af druesukker, hvad der gør at rapshonning let krystalliserer (stivner).
Højde x bredde og årlig tilvækst: 1,00 x 0,50 m (100 x 50 cm/år).

## Hjemsted
Raps hører som så mange kulturplanter hjemme i Middelhavsområdet, hvor arten har været dyrket i mindst 2.000 år. Den er knyttet til ruderatsamfund på lysåbne steder med tør, veldrænet og næringsrig bund, og derfor bliver spildfrø fra dyrkningen let til ukrudt i senere kulturer.
De bjergrige egne af det vestlige Slovenien er en del af de Juliske Alper, som igen er en del af de sydlige kalkalper. Her vokser arten i haver og på små markstykker højt i bjergene sammen med bl.a. agersennep, almindelig brandbæger, almindelig fuglegræs, hejrenæb, hyrdetaske, ferskenpileurt, fodervikke, markforglemmigej, ru svinemælk, rød arve, rød tvetand, skærmvortemælk, sort natskygge, storbægret storkenæb og vellugtende kamille

## Dyrkning
Raps findes i to varianter, vinterraps og vårraps, alt efter hvilken årstid de sås. Begge varianter blomstrer omtrent samtidigt i begyndelsen af sommeren og er høstklar i et par uger. Vårrapsen er mere hårdfør og kræver mindre gødning, mens vinterrapsen har højere olieholdighed.

## Anvendelse
Olien, som presses ud af rapsplantens små sorte frø, kan anvendes dels som madolie, dels som motorbrændstof og som brændsel. Restproduktet efter presningen kaldes en "rapskage" og har et højt indhold af protein og en specifik aminosyresammensætning, som gør det meget velegnet som foder til husdyr.
Ældre rapssorter gav en olie med et højt indhold af glycerider af en ernæringsmæssigt uønsket fedtsyre, erucasyre, og de indeholdt store mængder glucosinolater i frøene. Raps var derfor ikke en særlig populær afgrøde, for olien kunne ikke bruges som spiseolie, og rapskagen var kun et dårligt foder. I nyere tid er fremavlet "enkelt-lave" sorter med en olie, der kun har et lille indhold af erucasyre-glycerider. Senere har man fremavlet "dobbeltlave" sorter, der yderligere havde et lavt indhold af glucosinolater i frøene. Med mere anvendelige sorter blev rapsen en meget populær afgrøde, godt hjulpet på vej af EU-tilskud til olie- og proteinafgrøder.
Dette betyder, at rapsolie er blevet et vigtigt alternativ til andre madolier, da rapsolien har et relativt højt indhold af umættede fedtsyrer, omega-6-fedtsyrer og omega-3-fedtsyrer, specielt alfalinolensyre, ALA, der i kroppen omdannes til docosahexaensyre, DHA, en vigtig del af fosfolipiderner i sædceller, hjerne og øjets nethinde. ALA reducerer også mængden af triglycerider i blodet og mindsker risikoen for hjerte-kar-sygdomme.
Rapsfrø anvendes også til varmepuder, der kan opvarmes i en mikrobølgeovn og anvendes til opvarmning ganske som en varmedunk.